# Montes Haedo

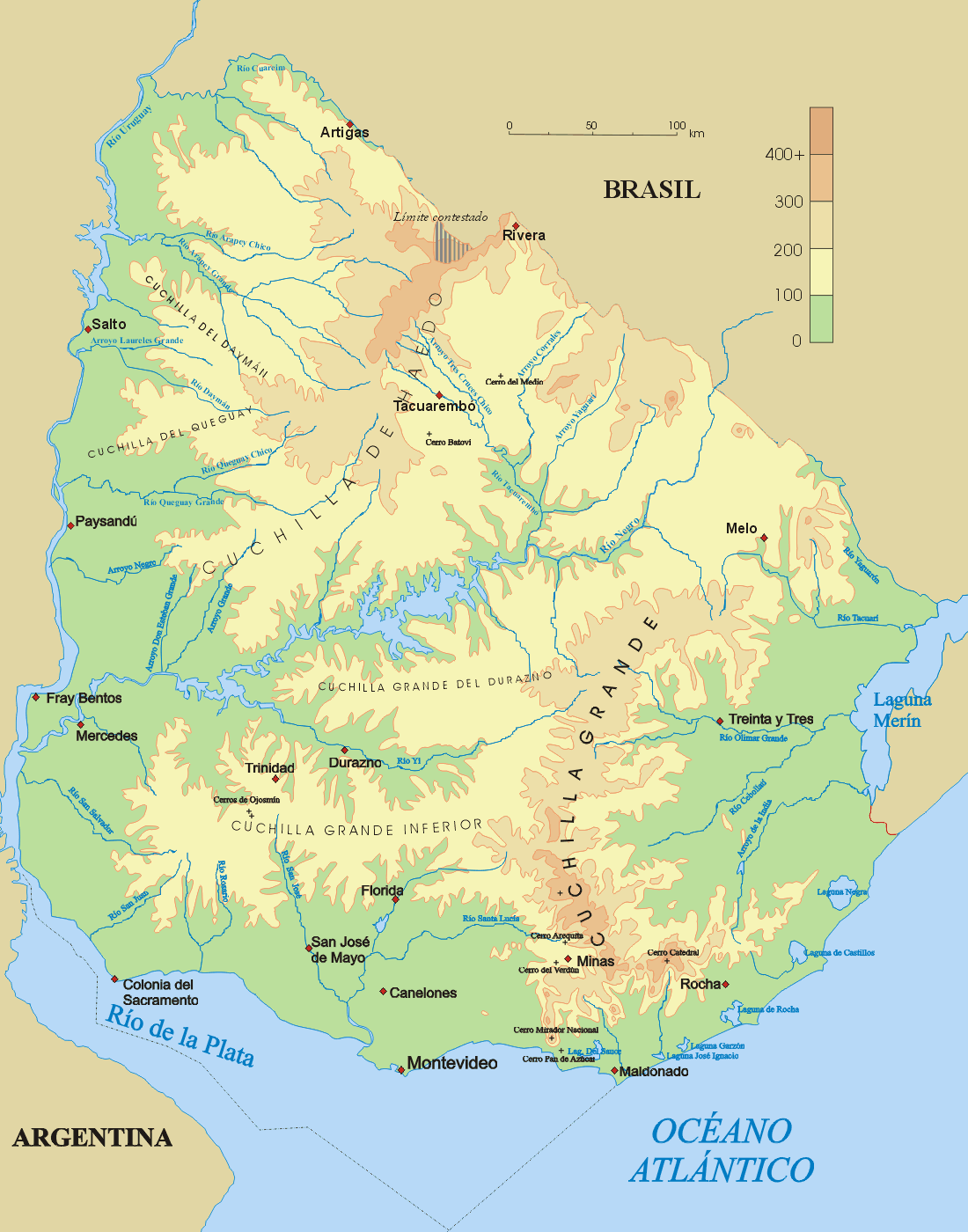
Mapa físico do Uruguai, com a Coxilha de Haedo ao norte

Os Montes Haedo ou Cordilheira de Haedo ou Coxilha de Haedo, (Cuchilla de Haedo em espanhol) são uma formação de coxilhas do norte do Uruguai e do município de Santana do Livramento, no estado brasileiro do Rio Grande do Sul. Os terrenos presentes nessa região são de origem basáltica. Contém os  cerros: Tambores, Lunarejo,  de la Virgen e Batoví.